# Rental Magica
Rental Magica (レンタルマギカ) là loạt light novel do Sanda Makoto thực hiện và Pako minh họa. Loạt tiểu thuyết này bắt đầu đăng trên tạp chí The Sneaker của Kadokawa Shoten từ ngày 31 tháng 8 năm 2004. Kadokawa Shoten sau đó đã tập hợp các chương lại và hiện tại phát hành thành 24 bunkobon, tập cuối cùng đã phát hành vào ngày 01 tháng 4 năm 2013. Cốt truyện xoay quanh Astral trong hội pháp sư với các cuộc phiêu lưu của anh cùng những thành viên trong nhóm để xử lý các công việc liên quan đến phép thuật cũng như những sinh vật siêu nhiên để hoàn tất bản giao kèo đã ký với hội.
Loạt tiểu thuyết còn được chuyển thể thành hai loạt manga, một dành cho Shōjo phát hành trên tạp chí Asuka và một dành cho shōnen trên tạp chí Comp Ace cả hai đều của Kadokawa Shoten. Zexcs đã thực hiện chuyển thể anime của loạt tiểu thuyết này và đã phát sóng từ ngày 07 tháng 10 năm 2007 đến ngày 23 tháng 3 năm 2008 tại Nhật Bản với 24 tập.

## Tổng quan

### Sơ lược cốt truyện
Cốt truyện tập trung vào công ty dịch vụ ảo thuật và xã hội của Mage: Astral. Nhân vật chính của câu chuyện là giám đốc thứ hai của Astral: Itsuki Iba, mặc dù cậu còn trẻ và thiếu kinh nghiệm và trớ trêu thay cậu không phải là một pháp sư. Trung tâm câu chuyện là những cuộc phiêu lưu của Astral với các linh hồn và sinh vật huyền diệu, cạnh tranh với Goetia, các thành viên lừa đảo, những điều cấm kỵ và Hiệp hội của Dark Magician: Ophion. Tất cả mọi người trong công ty cố gắng hoàn thành đủ công việc để thanh toán hóa đơn và cố gắng để huỷ ý định bãi bỏ công ty của Hiệp hội. Mỗi câu truyện được là một cuộc phiêu lưu của các thành viên Astral và các cộng sự của họ.

### Nhân vật

#### Astral

##### Chính
Iba Itsuki (伊庭 いつき, いば いつき)
Lồng tiếng bởi: Fukuyama Jun, Ōura Fuyuka (lúc nhỏ)
Itsuki là vị giám đốc đời thứ hai của Astral. Cậu thừa kế danh hiệu này sau khi cha mình, vị giám đốc đầu tiên - Tsukasa Iba biến mất. Itsuki sở hữu Glam Sight trong mắt phải của mình. Khi được sử dụng, nó cho phép cậu nhìn thấy phép thuật và những điểm yếu của phép thuật, kiểm soát dòng chảy của phép thuật và thậm chí nhìn vào ký ức của những người sử dụng ma thuật khi đang chiến đấu chống lại. Nhưng khi Glam Sight của Itsuki được sử dụng, cậu sẽ cực kỳ đau đớn. Do thiếu đào tạo  trong việc sử dụng nó, nó là cực kỳ nguy hiểm đến của cậu. Thường thì việc sử dụng Glam Sight của Itsuki dẫn đến việc cậu bị nhiễm làn sóng hắc ám (tương đương huyền diệu của ngộ độc phóng xạ). Khi Itsuki sử dụng Glam Sight của mình, khi đó nhân cách của cậu trở nên trội hơn, và sự tự tin được đẩy mạnh.
```
Tuy nhiên, Glam Sight của Itsuki khác với Glam Sight bình thường, vì sức mạnh của nó được khuếch đại đáng kể, nên nó có thể cảnh báo Itsuki về nguy hiểm và cung cấp những phân tích mà Itsuki giúp cậu chiến đấu. Khi cậu còn là nhỏ, cậu đã cùng Honami mạo hiểm đi vào một ngôi nhà ám ảnh, và sau đó họ chạm trán với Dragon và khiến cho Glam Sight trở nên tê liệt. Kí ức của cậu về sự kiện này sau đó đã được phong ấn. Có một kết giới mà các thành viên Astral đầu tiên là Judaix, Hazel, Sekiren, Kashiwara và Nekoyashiki dựng lên để đóng con Rồng lại. Kể từ khi The Dragon Incident arc, Những kí ức của cậu về sự kiện đã trở lại một chút. Itsuki cũng học Gogyouken từ Sekiren, nhưng không có tài năng cho ma thuật.
```

Honami Takase Ambler (穂波・高瀬・アンブラー, ほなみ・たかせ・ アンブラー)
Lồng tiếng bởi: Ueda Kana
Honami là nhân viên Astral (cụ thể là thư kí của Itsuki) với phép thuật Celtic. Cô là phù thủy và là cháu gái của một trong những người sáng lập Astral, Hazel Ambler, và là bạn thời thơ ấu của Itsuki. Luôn cảm thấy tội lỗi về sự việc Glam Sight bị lỗi, cô đã nỗ lực khôi phục lại mắt của cậu.
Cô tranh giành vị trí đầu bảng tại "học viện" ở Anh, với một thần đồng khác Adilisia lenn Mathers. Cô nói giọng Kansai và không thích máy tính (một phần là Technophobic). Cô làm một vài công việc phụ để kiếm thêm tiền. Vì yêu thầm Isuki, cô luôn là người đầu tiên đánh cậu khi có một cô gái tiếp cận cậu.
Adelicia Lenn Mathers (アディリシア・レン・メイザース)
Lồng tiếng bởi: Takahashi Mikako
Cô là người lãnh đạo của Goetia thuộc Hiệp hội pháp sư, và là hậu duệ của vua Solomon. Cô thiên về phép thuật triệu hồi, tính cách của cô phần nào cũng được thể hiện thông qua các con quỷ mà cô triệu hồi và đa số chúng thuộc dạng tấn công mạnh mẽ. Cô luôn là đối thủ cạnh tranh lớn nhất của Honami tại "Học viện" ở Anh, nhưng sau đó trở thành lãnh đạo của Goetia sau cái chết của cha cô, Oswald lenn Mathers. Vì nhà lãnh đạo trẻ nhất trong lịch sử của Goetia, cô luôn có chút mâu thuẫn với hội.
Cô cũng yêu thầm Isuki, và giống như Honami cô luôn là người đầu tiên chỉ trích về sự bất tài của cậu. Đặc biệt, Adelicia không biết nấu ăn.
Với sự giúp đỡ của Astral, cô đã dập tắt mọi sự nghi ngờ về Taboo luôn tận lực phục vụ cho Goetia trước đây. Trong sự kiện Alchemist, cô trở thành cổ đông chính của Altral với 20% cổ phần, và kể từ đó cô luôn chiến đấu cùng các thành viên Altral.
Nekoyashiki Ren (猫屋敷 蓮, ねこやしき れん)
Lồng tiếng bởi: Suwabe Junichi
Là giám đốc điều hành và chuyên gia Onmyoudou của Altral. Anh là một Onmyouji thích mèo và luôn sử dụng bốn con mèo Shikigami gồm Seiryu (Azure Rồng của phương Đông,青龍), Byakko (Bạch Hổ của phương Tây,白虎), Suzaku (Chu Tước của miền Nam,朱雀) và Genbu (Huyền Vũ của miền Bắc,玄武) (được đặt tên theo Four Symbols) để thực hiện phép thuật. Anh cũng là thành viên của thế hệ đầu Altral, và cho đến hiện tại Nekiyashiki khoảng 35 tuổi. Công việc phụ của anh là viết tạp chí. Khi còn trẻ anh là thành viên của một số tổ chức, bao gồm một gia đình lớn thuộc học viện Onymyoudou mà anh được cho rằng sẽ kế thừa. Có một thời anh cũng muốn thành lập một công ty lấy theo tên của mình.
Katsuragi Mikan (葛城 みかん, かつらぎ みかん)
Lồng tiếng bởi: Kugimiya Rie

Kuroha Manami (黒羽 まなみ, くろは まなみ)
Lồng tiếng bởi: Itō Shizuka
Ortwin Grautz (オルトヴィーン・グラウツ)
Lapis (ラピス)
Lồng tiếng bởi: Nazuka Kaori
Sekiren (隻蓮, せきれん)
Lồng tiếng bởi: Konishi Katsuyuki
Hazel Ambler (ヘイゼル・アンブラー)
Lồng tiếng bởi: Konishi Katsuyuki
Selim Lefty (セリム・レフティ)

##### Khác
Iba Tsukasa (伊庭 司, いば つかさ)
Judaix Tholoide (ユーダイクス・トロイデ)
Lồng tiếng bởi: Yasumoto Hiroki
Kashiwara Daisuke (柏原 代介, かしわら だいすけ)

#### Hội Getia
Daphne (ダフネ)
Lồng tiếng bởi: Kaida Yūko
Oswald lenn Mathers (オズワルド・レン・メイザース)
Lồng tiếng bởi: Nakamura Hidetoshi
Clive Roland (クライヴ・ローランド)
Lồng tiếng bởi: Kushida Yasumichi
Gara (ガラ)
Lồng tiếng bởi: Fujiwara Keiji
Eleonora lenn Mathers (エレオノーラ・レン・メイザース)

#### Hiệp Hội
Kagezaki (影崎, かげざき)
Lồng tiếng bởi: Ono Daisuke
Negledo (ニグレド)
Darius Levi (ダリウス・レヴィ)
Lưu Phương Lan (劉芳蘭, リウ・ファンラン)
Isurugi Kei (石動 圭, いするぎ けい)
Lồng tiếng bởi: Sakurai Takahiro

#### Ophion
Tabula Lhasa (タブラ・ラサ)
Satyajit (サタジット)
Fin Cruda (フィン・クルーダ)
Lồng tiếng bởi: Miyano Mamoru
Cecilie (ツェツィーリエ)
Yesod (礎, イエソド)
Melchiorre (メルキオーレ)
Nazim (ナジム)
Duma (ドゥマ)
Marcella (マルチェッラ)
Jake (ジェイク)
Audrey Larter (オードリー・ラーター)
Ira (アイラ)

#### Nhà Katsuragi
Katsuragi Suzuka (葛城 鈴香, かつらぎ すずか)
Lồng tiếng bởi: Isobe Masako
Katsuragi Kikyou (葛城 桔梗, かつらぎ ききょう)
Lồng tiếng bởi: Tanaka Rie
Katsuragi Kaori (葛城 香, かつらぎ かおり)
Lồng tiếng bởi: Kugimiya Rie
Shitō Tatsumi (紫藤 辰巳, しとう たつみ)
Lồng tiếng bởi: Miyake Kenta
Tachibana Yuzuru (橘 弓鶴, たちばな ゆづる)

#### Hachiyo
Mikuriya Kōshin (御厨 庚申, みくりや こうしん)
Mikuriya Tōji (御厨 藤次, みくりや とうじ)

#### Liên quan đến phép thuật
Macgregor (マクレガー)
Diana (ディアナ)
Lồng tiếng bởi: Mizuno Risa
Fauna (ファウナ)
Minagi Shinogi (御凪 鎬, みなぎ しのぎ)
Lồng tiếng bởi: Okamura Akemi
Minagi Moroha (御凪 諸刃, みなぎ もろは)
Lồng tiếng bởi: Kobayashi Yumiko
Isurugi Sakuya (石動 朔夜, いするぎ さくや)
Lồng tiếng bởi: Kobayashi Sanae
Chloe Radcliffe (クロエ・ラドクリフ)
Gérard de Molay (ジェラール・ド・モレー)

#### Khác
Kusakabe Yūka (日下部 勇花, くさかべ ゆうか)
Yamada Kazushi (山田 和志, やまだ かずし)
Lồng tiếng bởi: Chiziwa Ryūsaku
Kunugi Shōko (功刀 翔子, くぬぎ しょうこ)
Lồng tiếng bởi: Nasu Megumi
Tomakomai Chidori (苫小牧 千鳥, とまこまい ちどり)
Yaguruma Urara (矢車 うらら, やぐるま うらら)

## Truyền thông

### Light novel
Loạt light novel được thực hiện bởi Sanda Makoto và việc minh họa do Pako thực hiện, tiểu thuyết bắt đầu đăng trên tạp chí The Sneaker của Kadokawa Shoten từ ngày 31 tháng 8 năm 2004. Kadokawa Shoten sau đó đã tập hợp các chương lại và phát hành thành 24 bunkobon, trong đó có 7 tập tập hợp các mẫu truyện ngắn là tập 3, 5, 6, 9, 12, 13 và 15 cùng một tập thêm, tập cuối cùng của loạt tiểu thuyết đã phát hành vào ngày 01 tháng 4 năm 2013.

### Internet radio
Ba loạt chương trình internet radio với nội dung xoay quanh loạt tiểu thuyết đã được thực hiện và phát sóng. Loạt thứ nhất có tên Rental Magica: Mahōtsukai, Shaberi Masu! (ラジオ・レンタルマギカ〜魔法使い、しゃべります!) đã phát sóng từ ngày 19 tháng 5 đến ngày 20 tháng 10 năm 2006 với 12 chương trình. Loạt thứ hai có tựa Radio Rental Magica (ラジオ・レンタルマギカ) đã phát sóng từ ngày 29 tháng 6 đến ngày 07 tháng 9 năm 2007 với 6 chương trình. Loạt thứ ba có tựa Rental Magica: Mahōtsukai, Motto Motto Shaberi Masu! (ラジオ・レンタルマギカ〜魔法使い、もっともっとしゃべります!) đã phát sóng từ ngày 05 tháng 10 năm 2007 đến ngày 28 tháng 3 năm 2008 với 26 chương trình.

### Manga
Chuyển thể manga của Rental Magica đã được thực hiện với hai loạt. Loạt thứ nhất cùng tên với loạt tiểu thuyết do Narimiya Akiho thực hiện đã đăng trên tạp chí dành cho shōjo là Asuka của Kadokawa Shoten từ tháng 8 năm 2006 đến tháng 8 năm 2009. Kadokawa Shoten sau đó đã tập hợp các chương lại và phát hành thành 5 tankōbon. Cốt truyện dựa trên tập 1 và 2 của loạt tiểu thuyết.
Loạt thứ hai có tựa Rental Magica from SOLOMON do MAKOTO2 thực hiện đã đăng trên tạp chí dành cho shōnen là Comp Ace cũng của Kadokawa Shoten từ ngày 26 tháng 5 năm 2007 đến ngày 26 tháng 4 năm 2008. Các chương sau đó cũng được tập hợp lại và phát hành thành 2 tankōbon. Cốt truyện của loạt này là ngoại truyện tập trung xoay quanh thời thơ ấu của nhân vật của nhân vật Adelicia.

### Drama CD
Các drama CD cũng đã được phát hành. Đĩa đầu tiên có tựa Rental Magica Mahou Tsukai no Utage (レンタルマギカ 魔法使いの宴) phát hành vào ngày 02 tháng 8 năm 2006. Đĩa thứ hai có tựa Rental Magica Mahou Tsukai no Susume (レンタルマギカ 魔法使いのススメ) phát hành vào ngày 04 tháng 10 năm 2006. Hai đĩa có tựa Rental Magica Special Gift Ai Album for Otoko no Ko (レンタルマギカSpecial Gift 愛のアルバム〜for♂) và Rental Magica Special Gift Ai Album for Onna no Ko (レンタルマギカ Special Gift 愛のアルバム〜for♀) phát hành vào ngày 14 tháng 2 năm 2008.

### Anime
Zexcs đã thực hiện chuyển thể anime của loạt tiểu thuyết này và đã phát sóng từ ngày 07 tháng 10 năm 2007 đến ngày 23 tháng 3 năm 2008 tại Nhật Bản với 24 tập. Kênh Animax Asia đã phát sóng bộ anime này trên toàn hệ thống của mình tại Đông Nam Á và Nam Á. Kadokawa Pictures đã đăng ký bản quyền phiên bản tiếng Anh để tiến hành phát hành tại thị trường Bắc Mỹ còn Nozomi Entertainment cũng đăng ký bản quyền phiên bản tiếng Anh nhưng để phân phối và phát sóng trực tuyến trên hệ thống của mình tại Bắc Mỹ.

### Âm nhạc
Bộ anime có 3 bài hát chủ đề, 1 bài hát mở đầu và 2 bài hát kết thúc và một bài dùng chung cho mở đầu và kết thúc. Bài hát dùng chung có tên Sora ni Saku (宇宙[そら]に咲く) do Komine Lisa trình bày dùng như bài hát kết thúc của tập 1 và là bài hát mở đầu của các tập sau đó. Bài hát mở đầu có tên Faith do Komine Lisa trình bày dùng trong các tập 7 đến 12, 19 đến 21 và 23. Bài hát kết thúc có tên Aruite Ikō. (歩いていこう。) do Yoshida Jungo dùng trong hầu hết các tập của bộ anime trừ tập 1, phiên bản đồng ca của Aruite Ikō. do các nhân vật trình bày sử dụng trong tập 12 và 21, hai đĩa đơn chứa ba bài hát này đã phát hành vào ngày 21 tháng 11 năm 2007. Album chứa các bài hát do các nhân vật trình bày đã phát hành vào ngày 19 tháng 12 năm 2007. Album chứa các bản nhạc dùng trong bộ anime đã phát hành vào ngày 23 tháng 1 năm 2008.
| Uchuu ni Saku (宇宙に咲く) | Uchuu ni Saku (宇宙に咲く)                                          | Uchuu ni Saku (宇宙に咲く) |
| STT                        | Nhan đề                                                             | Thời lượng                 |
| -------------------------- | ------------------------------------------------------------------- | -------------------------- |
| 1.                         | "Uchuu ni Saku (宇宙に咲く)"                                        | 4:27                       |
| 2.                         | "Faith"                                                             | 4:29                       |
| 3.                         | "Uchuu ni Saku (Hikigatari Version) (宇宙に咲く (弾き語りVersion))" | 6:29                       |
| 4.                         | "Uchuu ni Saku (TV Version) (宇宙に咲く (TV Version))"              | 1:42                       |
| 5.                         | "Faith (TV Version)"                                                | 1:42                       |
| 6.                         | "Uchuu ni Saku (Instrumental) (宇宙に咲く (Instrumental))"          | 4:28                       |
| 7.                         | "Faith (Instrumental)"                                              | 4:28                       |
| Tổng thời lượng:           | Tổng thời lượng:                                                    | 27:45                      |

| Aruite Ikou. (歩いていこう。) | Aruite Ikou. (歩いていこう。)                                                   | Aruite Ikou. (歩いていこう。) |
| STT                           | Nhan đề                                                                         | Thời lượng                    |
| ----------------------------- | ------------------------------------------------------------------------------- | ----------------------------- |
| 1.                            | "Aruite Ikou. (歩いていこう。)"                                                 | 5:27                          |
| 2.                            | "Aruite Ikou. (Acapella Version) (歩いていこう。(アカペラVersion))"             | 5:25                          |
| 3.                            | "Aruite Ikou. (Instrumental) (歩いていこう。(Instrumental))"                    | 5:29                          |
| 4.                            | "Aruite Ikou. (Studio Rehearsal Version) (歩いていこう。(スタジオリハVersion))" | 5:34                          |
| 5.                            | "Aruite Ikou. (TV Version) (歩いていこう。(TV Version))"                        | 1:42                          |
| Tổng thời lượng:              | Tổng thời lượng:                                                                | 23:37                         |

| Oto Majutsu ~SOUND MAGICA~ (音魔術 〜SOUND MAGICA〜) | Oto Majutsu ~SOUND MAGICA~ (音魔術 〜SOUND MAGICA〜)      | Oto Majutsu ~SOUND MAGICA~ (音魔術 〜SOUND MAGICA〜) |
| STT                                                  | Nhan đề                                                   | Thời lượng                                           |
| ---------------------------------------------------- | --------------------------------------------------------- | ---------------------------------------------------- |
| 1.                                                   | "Fire Tune_No. 1"                                         | 2:50                                                 |
| 2.                                                   | "Uchuu ni Saku (TV Version) (宇宙に咲く (TV Version))"    | 1:43                                                 |
| 3.                                                   | "Fire Tune_No. 31"                                        | 2:18                                                 |
| 4.                                                   | "Fire Tune_No. 27"                                        | 3:59                                                 |
| 5.                                                   | "Fire Tune_No. 32"                                        | 2:09                                                 |
| 6.                                                   | "Fire Tune_No. 29"                                        | 1:37                                                 |
| 7.                                                   | "Fire Tune_No. 30"                                        | 1:44                                                 |
| 8.                                                   | "Water Tune_No. 3"                                        | 1:46                                                 |
| 9.                                                   | "Water Tune_No. 6"                                        | 2:37                                                 |
| 10.                                                  | "Water Tune_No. 9"                                        | 1:52                                                 |
| 11.                                                  | "Water Tune_No. 7"                                        | 1:51                                                 |
| 12.                                                  | "Water Tune_No. 15C"                                      | 1:41                                                 |
| 13.                                                  | "Earth Tune_No. 49"                                       | 1:13                                                 |
| 14.                                                  | "Earth Tune_No. 12"                                       | 2:07                                                 |
| 15.                                                  | "Earth Tune_No. 4"                                        | 2:25                                                 |
| 16.                                                  | "Earth Tune_No. 5"                                        | 3:29                                                 |
| 17.                                                  | "Wind Tune_No. 2A"                                        | 2:22                                                 |
| 18.                                                  | "Wind Tune_No. 11"                                        | 1:56                                                 |
| 19.                                                  | "Wind Tune_No. 13"                                        | 1:47                                                 |
| 20.                                                  | "Wind Tune_No. 48"                                        | 2:30                                                 |
| 21.                                                  | "Aruite Ikou. (TV Version) (歩いていこう。 (TV Version))" | 1:44                                                 |
| 22.                                                  | "Wind Tune_No. 38"                                        | 0:21                                                 |
| 23.                                                  | "Tune from the Darkness_No. 17"                           | 1:39                                                 |
| 24.                                                  | "Tune from the Darkness_No. 25"                           | 1:31                                                 |
| 25.                                                  | "Tune from the Darkness_No. 26"                           | 1:23                                                 |
| 26.                                                  | "Tune from the Darkness_No. 20"                           | 1:42                                                 |
| 27.                                                  | "Tune from the Darkness_No. 47"                           | 1:17                                                 |
| 28.                                                  | "Tune from the Darkness_No. 41"                           | 2:10                                                 |
| 29.                                                  | "Tune from the Light_No. 8"                               | 1:30                                                 |
| 30.                                                  | "Tune from the Light_No. 2B"                              | 1:58                                                 |
| 31.                                                  | "Tune from the Light_No. 21"                              | 1:38                                                 |
| 32.                                                  | "Tune from the Light_No. 40"                              | 3:45                                                 |
| Tổng thời lượng:                                     | Tổng thời lượng:                                          | 1:04:34                                              |

| TV Animation "Rental Magica" Special Album the Engimono ~ Kikuto Shiawase ni Nareru (Kamo) CD (TVアニメーション『レンタルマギカ』スペシャルアルバム THE 縁起物～聴くと幸せになれる(かも)CD) | TV Animation "Rental Magica" Special Album the Engimono ~ Kikuto Shiawase ni Nareru (Kamo) CD (TVアニメーション『レンタルマギカ』スペシャルアルバム THE 縁起物～聴くと幸せになれる(かも)CD) | TV Animation "Rental Magica" Special Album the Engimono ~ Kikuto Shiawase ni Nareru (Kamo) CD (TVアニメーション『レンタルマギカ』スペシャルアルバム THE 縁起物～聴くと幸せになれる(かも)CD) |
| STT | Nhan đề | Thời lượng |
| --- | --- | --- |
| 1. | "Opening Talk" | 2:05 |
| 2. | "Opening Theme Kurenai no Densetsu (Opening Theme 紅の伝説)" | 3:20 |
| 3. | "CM1～SS" | 1:02 |
| 4. | "Kiku to Shiawase ni Nareru (Kamo) Corner 1 (聴くと幸せになれる(かも) コーナー1)" | 4:00 |
| 5. | "Christmas Song Seinaru Yoru ni (Christmas Song 聖なる夜に)" | 3:29 |
| 6. | "Seinaru Yoru ni Okotta Dekigoto (聖なる夜に起こった出来事)" | 3:52 |
| 7. | "Mikan no Shitte Tokusuru Omajinai 1 (みかんの知って得するおまじない1)" | 0:47 |
| 8. | "CM2～SS" | 1:21 |
| 9. | "Kiku to Shiawase ni Nareru (Kamo) Corner 2 (聴くと幸せになれる(かも) コーナー2)" | 3:25 |
| 10. | "Happy Song Tsuiteru Hyaku Kai Song (Happy Song ついてる百回そんぐ)" | 3:20 |
| 11. | "Tsuiteru Happy no Corner (ついてるハッピーのコーナー)" | 3:12 |
| 12. | "Mikan no Shitte Tokusuru Omajinai 2 (みかんの知って得するおまじない2)" | 0:54 |
| 13. | "CM3～SS" | 1:37 |
| 14. | "Kiku to Shiawase ni Nareru (Kamo) Corner 3 (聴くと幸せになれる(かも) コーナー3)" | 3:42 |
| 15. | "Aruite Ikou. (Astral Version) (歩いていこう。(アストラル Version))" | 5:28 |
| 16. | "Tsuitenai Aruru Hi (ついてない或る日)" | 4:58 |
| 17. | "Mikan no Shitte Tokusuru Omajinai 3 (みかんの知って得するおまじない3)" | 0:54 |
| 18. | "CM4" | 0:35 |
| 19. | "Ending Talk" | 3:16 |
| Tổng thời lượng: | Tổng thời lượng: | 51:17 |